# Frieziernyj
Frieziernyj (ros. Фрезерный) – towarowa stacja kolejowa w miejscowości Torfianoje, w rejonie gatczyńskim, w obwodzie leningradzkim, w Rosji. Położona jest na kolejowej obwodnicy Petersburga.